# Michael Bell
Michael Patrick Bell (nascido em 30 de julho de 1938) é um ator e dublador estadunidense. Ele geralmente é creditado por seu trabalho em jogos eletrônicos, filmes em animação e séries de televisão.